# Old boy network
Old boy network („Síť bývalých žáků“) je spojení, které pochází z anglického prostředí, kde se používá ve významu neformální sociální sítě mezi absolventy převážně prestižních škol. Jedná se o systém společenských a pracovních kontaktů mezi bývalými studenty chlapeckých škol či mezi pracovníky na vysokých postech v podobném oboru. V Británii byli studenti soukromých (středních) škol tradičně nazýváni „boys“ (chlapci), a absolventi těchto škol jsou tedy „old boys“ (bývalí chlapci/žáci). V současnosti se pojem užívá přeneseně jako uzavřený druh společnosti, která je založena na neformálních vztazích a do které je některým skupinám (ženy, etnické minority) prakticky znemožněn vstup. Členství v těchto skupinách pak znamená např. výhodu na trhu práce.
Může se jednat o kontakty mezi absolventy, kteří chodili na stejnou školu, též známé jako společnost absolventů (old boy society), nebo také o společenskou síť a kontakty mezi absolventy různých prestižních škol. V lidové řeči mají tyto termíny význam udržování postavení prestižní elity skrz soudržnost a vzájemnou pomoc (negativní efekty těchto uzavřených společností viz dále pojem v sociologii). Členové této společenské sítě přátel využívají svého postavení a vlivu, aby pomáhali ostatním, kteří studovali na stejné škole jako oni, či s nimi sdílí jejich sociální původ. Termín old boy network/society je i hlavním motivem populární satirické komedie Jistě, pane ministře (anglický seriál Yes Minister) od British Broadcasting Corporation (BBC). S tradicí těchto sítí kontaktů je spojena i známá fráze „Není to o tom, co umíte, ale koho znáte.“ ('It's not what you know, it's who you know').

## Pojem v sociologii (genderu)
V sociologii je pojem old boy society chápán spíše v negativním smyslu jako uzavřené společenství, zamezující přístup lidem z vnějšku těchto skupin na určité pozice (a do těchto klubů). Důsledky těchto kruhů se projevují především v genderové diskriminaci žen či jiných minoritních skupin v zaměstnání a podnikání, jelikož muži ve vysokých postaveních mají své kontakty a raději prosazují jim známé s podobným sociálním původem. Díky tomu je moc a peníze udržována bohatými muži s obchodními kontakty. Old boy network tak vytváří bariéru, neumožňující ženám (a jiným (genderovým) minoritám) stejný kariérní postup, ohodnocení a příležitosti jako mužům. Podobný význam má termín skleněný strop (anglicky glass ceiling).
Mimo přímé odmítání žen pro vyšší pozice zde hraje roli i rozdílný životní styl a povinnosti mužů a žen. Ženy se často snaží skloubit svůj osobní rodinný život s kariérou. Na začátku kariérního vzestupu (ve věku mezi 25 a 35 lety) ovšem tvoří ženy v ČR větší procento nezaměstnaných než mužská část populace. Tento fakt má různé příčiny. Ve společnosti stále převládají stereotypy mužských a ženských rolí. K těm zjevnějším povinnostem patří péče o dítě, která je více uvalována na ženy.
Old boy society či podobné společenství a kluby se udržují společenskými akcemi, k nimž patří např. večerní socializace v barech. Na takových večerních akcích bude většina mužů, jelikož ženy mají mimo jiné díky dříve uvedeným stereotypům více rodinných povinností. A přitom zde se často získávají pracovní kontakty a naskytují se příležitosti získat investory s investičním kapitálem pro zakládané firmy. Ženy potom méně podnikají či při zakládání firem nemají takový přístup k investičnímu kapitálu. K dalším společenským akcím, ze kterých bývají ženy vyloučeny, může patřit např. hra golfu, která často slouží jako obchodní jednání s klienty či upevňování vztahů s kolegy na pracovišti. Ke golfu si ženy mohou najít cestu, ale stále jsou z těchto exkluzivních akcí často vyčleňovány, čímž jim unikají důležité příležitosti a rozhovory (informace), které se k nim dostávají se zpožděním (či vůbec).

## Sítě bývalých žáků

### Austrálie

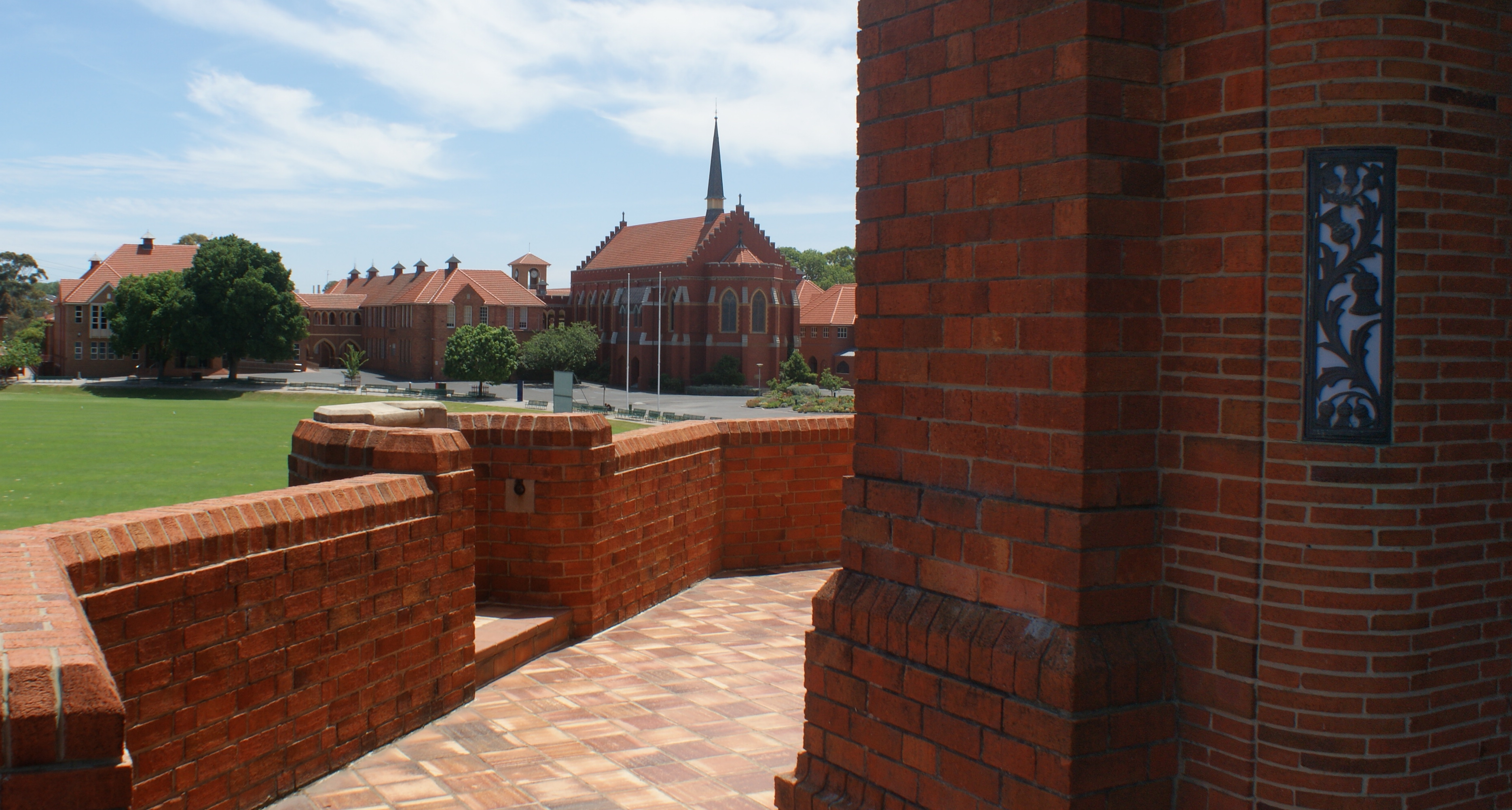
Scotch College, Melbourne

V Austrálii je používán jak termín „old boy“ pro mužské zástupce absolventů prestižních státních či soukromých škol, tak i termín „old girl“ pro absolventy ženského rodu. Old girl network má pak stejný význam jako old boy network, ale vztahuje se k dívčím školám.
V Austrálii byl proveden výzkum (r. 1988), který sledoval akademický původ elitních Australanů uvedených v listu Who’s Who in Australia. Výsledkem byl nízký počet prestižních soukromých škol (nejvýznamnější Melbourne Grammar a Scotch College) podílející se na relativně významné části zkoumaného souboru.  Sociální původ elitní společnosti byl tedy omezený. Tento výzkum z roku 1988 uvedl deset nejlepších Australských škol s tradicí old boys/old girls:

#### chlapecké školy
1. Scotch College, Melbourne,
2. Melbourne Grammar School,
3. Melbourne High School,
4. Geelong Grammar School,
5. Sydney Boys High School,
6. Wesley College, Melbourne,
7. Sydney Church of England Grammar School,
8. Fort Street Boys' High,
9. North Sydney Boys High School,
10. Sydney Grammar School.

#### dívčí školy
1. Presbyterian Ladies' College, Melbourne,
2. SCEGGS Darlinghurst,
3. Methodist Ladies' College, Melbourne,
4. Presbyterian Ladies' College, Sydney,
5. Melbourne Girls Grammar School,
6. Mac.Robertson Girls' High School,
7. North Sydney Girls' High School,
8. Sydney Girls High School,
9. Methodist Ladies' College Sydney,
10. University High School, Melbourne.

### Kanada
Termín je také používán v Kanadě, kde jako old boys jsou známi absolventi škol St. Andrew's College, Sterling Hall School , Crescent School, St George's School, Bishop's College School a Upper Canada College. Význam old boy network školy Upper Canada College v politické a podnikatelské sféře byl tak významný, že roku 1994 byla vydána kniha Old Boys: The Powerful Legacy of Upper Canada College (ISBN 978-1551990057), James Fitzgerand.

### Finsko
Ve Finsku je používán (pejorativní) termín hyvä veli -verkosto (doslova síť drahých bratrů), který je používán pro skupiny vysoce postavených mužů, kteří používají svou moc na prosazení svých záměrů.

### Indie
V Indii mají své old boy society školy Welham Boys School  a The Doon School.

### Británie
Ve Spojeném království se vytvářejí sítě old boy network převážně na soukromých středních školách patřících do prestižních skupin Eton Group a Rugby Group. Dále absolventi univerzit Oxford University a Cambridge University jsou významnou skupinou se společenskými kontakty mezi absolventy. Tyto sítě známostí jsou často obviňovány z přílišného podílu těchto absolventů na vysokých pozicích ve vládě ve funkci poslanců (Members of Parliament), což zlepšuje prostředí pro různé tajné dohody v zákulisí.

### Hong Kong
Hongkong má přední střední školy s old boy network například Diocesan Boys' School, Queen's College a La Salle College.

## Další pojmy

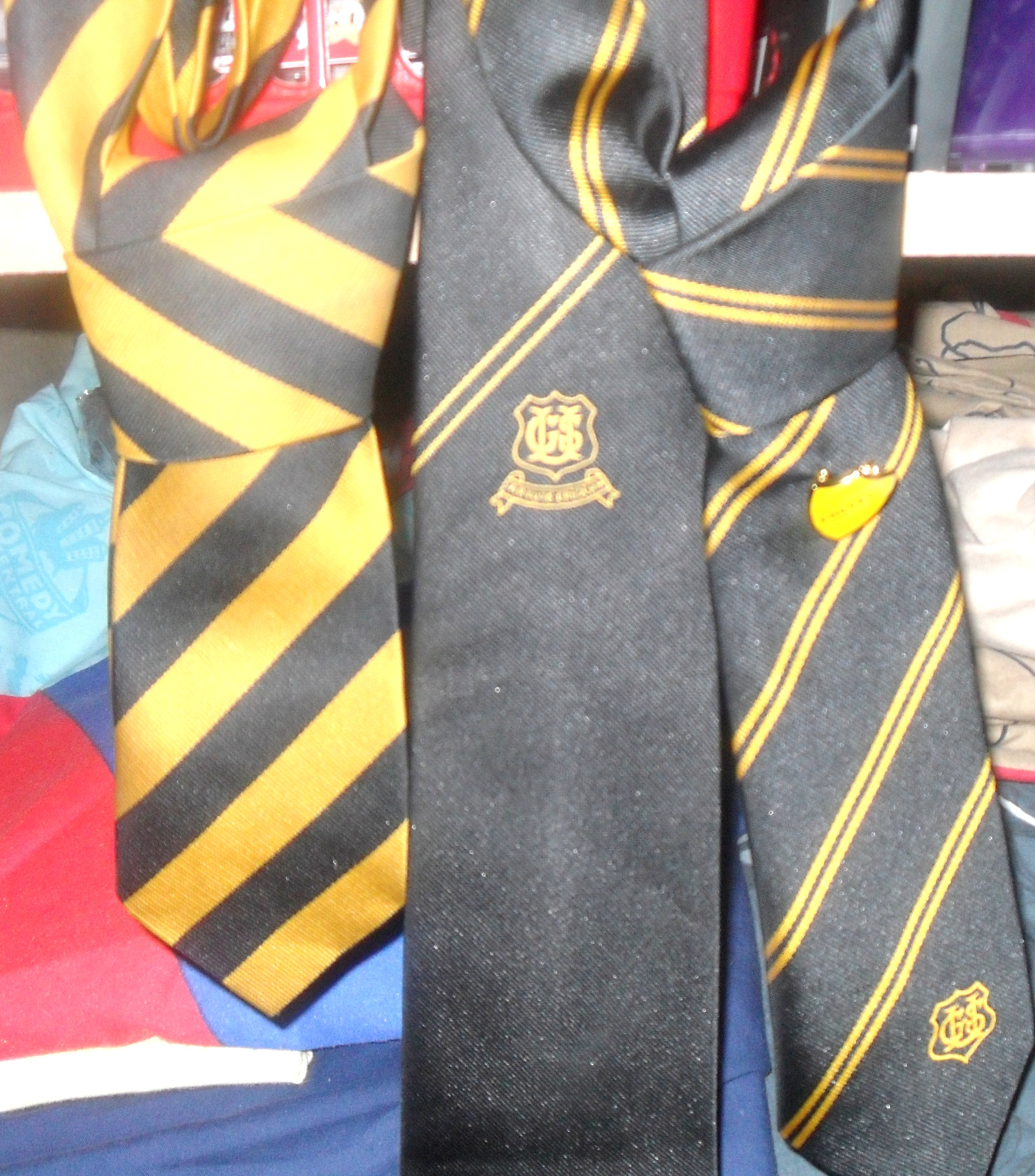

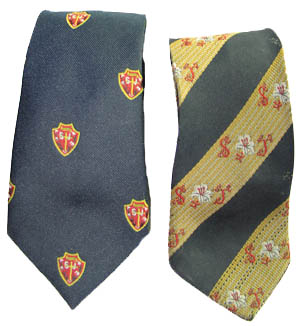

Old school tie (školní kravata) je výraz, který má podobný přenesený význam (tie anglicky kravata, ale také společenská vazba) jako old boy network, jen se tito absolventi projevují nošením školních kravat, které zastupují svými barvami jejich bývalou školu (či kolej). Jde o jistý skrytý signál, že tito lidé chodili na určité (prestižní) školy. Kravaty dostávají absolventi a v Británii jde převážně o tradici spjatou se soukromými školami. Tento trend byl výraznější spíše v minulosti, nicméně tradice školních, univerzitních či kolejních barev stále přetrvává, ať již ve formě kravat, či různých jiných dostupných doplňků (motýlků, šál, ponožek atp.).
Nejde ovšem jen o Britskou tradici soukromých středních škol. Jedná se i o Britské univerzity jako Oxbridge, ale i o různé kluby a vojenské oddíly. Rozšíření tradice je zřejmé v zemích výrazně spjatých s Británií – Austrálie, Kanada, USA.